# Politimuseet
Politimuseet ligger på Fælledvej i København i den bygning hvor Station 6 tidligere havde til huse. Museet åbnede på Fælledvej den 18. november 1993, men museet har rødder helt tilbage til 1904, hvor der blev samlet effekter i Domhusets kælder.
Museet fortæller om Politiets historie helt tilbage til vægternes tid. I museet kan man se en lang række våben og andre effekter som er blevet brugt af kriminelle gennem tiden.

## Ekstern Henvisning
- Politimuseets webside

55°41′24.2″N 12°33′39.3″Ø / 55.690056°N 12.560917°Ø